# Enfermedad pulmonar inducida por fármacos
La enfermedad pulmonar inducida por fármacos incluye una amplia variedad de lesiones al tejido pulmonar causada por una reacción adversa a algún medicamento. Las lesiones pueden ir desde una neumonitis que causa asma, hasta hemorragias alveolares. Los medicamentos más comúnmente implicados en la causa de enfermedad pulmonar incluyen los que se usan durante una quimioterapia, algunos agentes antiarrítmicos, ciertos antibióticos y drogas ilegales.

## Etiología
Como su nombre lo sugiere, la causa de la lesión pulmonar es una reacción secundaria a la administración reciente o crónica de un medicamento. Los más frecuentes son la crisoterapia, algunos antibióticos como la bleomicina y la nitrofurantoína, anticancerosos como el melfalán, busulfán y la carmustina (BCNU), antiarrítmicos cardíacos como la amiodarona, antivirales como el aciclovir, el inmunosupresor azatioprina, metotrexato y la metisergida usada para tratar ciertos tipos de migrañas. Altas dosis de aspirina pueden causar edema pulmonar y la ciclofosfamida puede conllevar a neumonitis.

## Cuadro clínico
Los síntomas de la enfermedad pulmonar inducida por fármacos son muy variables de una persona a otra, por lo general, comienza con tos y dolor en el pecho. En algunas personas puede causar además diversos grados de dificultad para respirar, expectoración con sangre y fiebre. A la auscultación del tórax se suelen evidenciar sibilancias.

## Diagnóstico
El diagnóstico se logra con un buen examen físico, incluyendo la auscultación del pecho con un estetoscopio. Los exámenes complementarios más frecuentes incluyen una radiografía de tórax, conteo sanguíneo y otros exámenes de laboratorio clínico. Ocasionalmente el especialista solicitará una broncoscopia, tomografía computarizada del tórax o una toracocentesis en casos de derrame pleural. Muy infrecuentemente se realiza una biopsia de pulmón.

## Tratamiento
Los casos súbitos suelen aliviarse espontáneamente al cabo de 48 a 72 horas con solo suspender los medicamentos que puedan estar causando el problema. En muchos casos se tratan los síntomas específicos, por ejemplo, oxígenoterapia. La inflamación pulmonar puede ser contrarrestada con medicamentos antiinflamatorios potentes, incluyendo esteroides. 
Es posible que algunas lesiones pulmonares inducidas por medicamentos, como la fibrosis pulmonar, lleven más tiempo en resolverse o nunca desaparezcan.